# Диффеоморфизм Аносова
Диффеоморфизм Аносова — диффеоморфизм {\displaystyle f\colon M\rightarrow M}, гиперболичный на всём многообразии {\displaystyle M} — отображение с устойчивой динамикой относительно малых возмущений. Введён в теорию динамических систем Дмитрием Аносовым.
Гиперболичность на многообразии {\displaystyle M} означает, что существует разложение касательного расслоения {\displaystyle TM} в прямую сумму двух непрерывных подрасслоений {\displaystyle E^{u}} и {\displaystyle E^{s}}, инвариантных относительно динамики, причём на {\displaystyle E^{u}} динамика экспоненциально растягивает, а на {\displaystyle E^{s}} экспоненциально сжимает:
{\displaystyle \|f^{n}(v)\|\leqslant c_{1}\,\lambda ^{n}\|v\|\quad \forall n\in \mathbb {N} ,\,v\in E^{s}},
{\displaystyle \|f^{n}(v)\|\geqslant c_{2}\,\mu ^{n}\|v\|\quad \forall n\in \mathbb {N} ,\,v\in E^{u}},
где {\displaystyle c_{1},c_{2}>0} и {\displaystyle \mu >1>\lambda >0} — константы.
Диффеоморфизмы Аносова структурно устойчивы: для любого аносовского диффеоморфизма {\displaystyle f} существует такая его окрестность в пространстве диффеоморфизмов класса {\displaystyle C^{1}}, любой диффеоморфизм {\displaystyle g} из которой сопряжён с {\displaystyle f} некоторым гомеоморфизмом {\displaystyle h}: {\displaystyle f\circ h=h\circ g}. Иными словами, динамика малого возмущения {\displaystyle f} отличается от самого {\displaystyle f} только (непрерывной) заменой координат.
Часть определения, относящаяся к растяжению, может быть переписана как сжатие в обратном времени:
{\displaystyle \|f^{-n}(v)\|\leqslant c_{3}\,\mu ^{-n}\|v\|\quad \forall n\in \mathbb {N} ,\,v\in E^{u}}.
Наиболее известным примером диффеоморфизма Аносова является действие отображения {\displaystyle \left({\begin{smallmatrix}2&1\\1&1\end{smallmatrix}}\right)} на двумерном торе {\displaystyle \mathbb {T} ^{2}=\mathbb {R} ^{2}/\mathbb {Z} ^{2}}. Более общо: если матрица {\displaystyle A\in SL_{n}(\mathbb {Z} )} не имеет собственных значений, равных по модулю единице, то спуск
действия A на тор {\displaystyle \mathbb {T} ^{n}=\mathbb {R} ^{n}/\mathbb {Z} ^{n}} (корректно определённый, поскольку {\displaystyle A} сохраняет {\displaystyle \mathbb {Z} ^{n}}) будет диффеоморфизмом Аносова.